# チッタデッラ
チッタデッラ（伊: Cittadella）は、イタリア共和国ヴェネト州パドヴァ県にある、人口約20,000人の基礎自治体（コムーネ）。
古代ローマ時代に遡る長い歴史を持つ町で、碁盤の目状の街路を持つ旧市街は中世に築かれた円形の城壁に囲まれている。

## 名称
ヴェネト語では「Sitadeła」。

## 地理

### 位置・広がり

#### 隣接コムーネ
隣接するコムーネは以下の通り。括弧内のVIはヴィチェンツァ県所属を示す。
- カルミニャーノ・ディ・ブレンタ
- フォンタニーヴァ
- ガッリエーラ・ヴェーネタ
- ポッツォレオーネ (VI)
- ロッサーノ・ヴェーネト (VI)
- サン・ジョルジョ・イン・ボスコ
- テッツェ・スル・ブレンタ (VI)
- トンボロ

### 気候分類・地震分類
チッタデッラにおけるイタリアの気候分類 (it) および度日は、zona E, 2386 GGである。
また、イタリアの地震リスク階級 (it) では、zona 2 (sismicità media) に分類される。

## 行政

### 分離集落
チッタデッラには、以下の分離集落（フラツィオーネ）がある。
- Ca' Onorai, Facca, Laghi, Pozzetto, Santa Croce Bigolina, San Donato, Santa Maria

## 歴史

### 古代
チッタデッラ付近には、古代ローマ時代の紀元前2世紀には人が住む町が存在していた。紀元前148年にはポストゥミア街道（現在の国道53号線）が開通し、プラケンティア（現在のピアチェンツァ）とアクイレイアを結ぶ幹線道路上に位置することとなった。また、パタウィウム（現在のパドヴァ）からブレンタ川沿いにアルプス山脈方面に向かう街道が、ちょうどチッタデッラの位置で直交しており、交通の要衝として、この地域を支配する拠点の町として使われた。5世紀、西ローマ帝国が消滅した後は東ゴート王国の支配を経て、中世に至るまでランゴバルド王国の支配を受けることとなるが、この期間の記録はほとんど見つかっていない。

### 中世、近世
1220年、パドヴァはヴェネツィア平野の中央付近にあるこの場所に要塞都市チッタデッラを築き、トレヴィーゾやヴィチェンツァからの軍事的脅威に対抗すると共に、近隣の農地を支配する拠点とした。1237年から1256年の間、パドヴァの支配者の暴君エッツェリーノ・ダ・ロマーノ(英語版)はこの町にも恐怖統治をもたらした。彼は1251年に「マルタの塔」と呼ばれる捕虜を幽閉する悪名高い塔を造った。1406年、チッタデッラはヴェネツィア共和国の支配下に置かれることになり、ヴェネツィアからのポデスタ（行政長官）が着任した。1797年にナポレオン・ボナパルトによりヴェネツィア共和国が崩壊し、フランス帝国の支配下に置かれる。1815年、ウィーン会議により旧ヴェネツィア共和国領はオーストリア帝国に併合される。1866年、普墺戦争に介入したイタリア王国は第3次イタリア独立戦争によりヴェネト州を得て、チッタデッラはイタリアの一都市となった。

## 見所

### 市壁（城壁）と外堀
旧市街を取り囲む円形の市壁（城壁, Cinta muraria）は、直径約450m、総延長（円周長）1461m、最大高さ約30m、壁の厚さ約2.1mで、中世に築かれたものだが現在でも完全にその姿を留めている。市壁には4箇所の城門、12箇所の塔、16箇所の張出し陣がある。城門は東西南北にほぼ一致した場所に造られており、東門がトレヴィーゾ門、西門がヴィチェンツァ門、南門がパドヴァ門、北門がバッサーノ門と名付けられている。市壁に設けられた城門や塔などの防御用構造物は、およそ40mの距離をおいて建てられている。市壁の外周を取り囲むように外堀（外濠）が設けられていて、かつては現在より倍の幅があったようである。外堀にはそれぞれの城門に繋る石造の橋が架けられているが、当初は木製の橋が架けられていた。
現在、バッサーノ門にある観光案内所が市壁の上に登る入場口となっていて、反時計回り（一方通行）に壁の上を1周歩いて見学することが可能である。

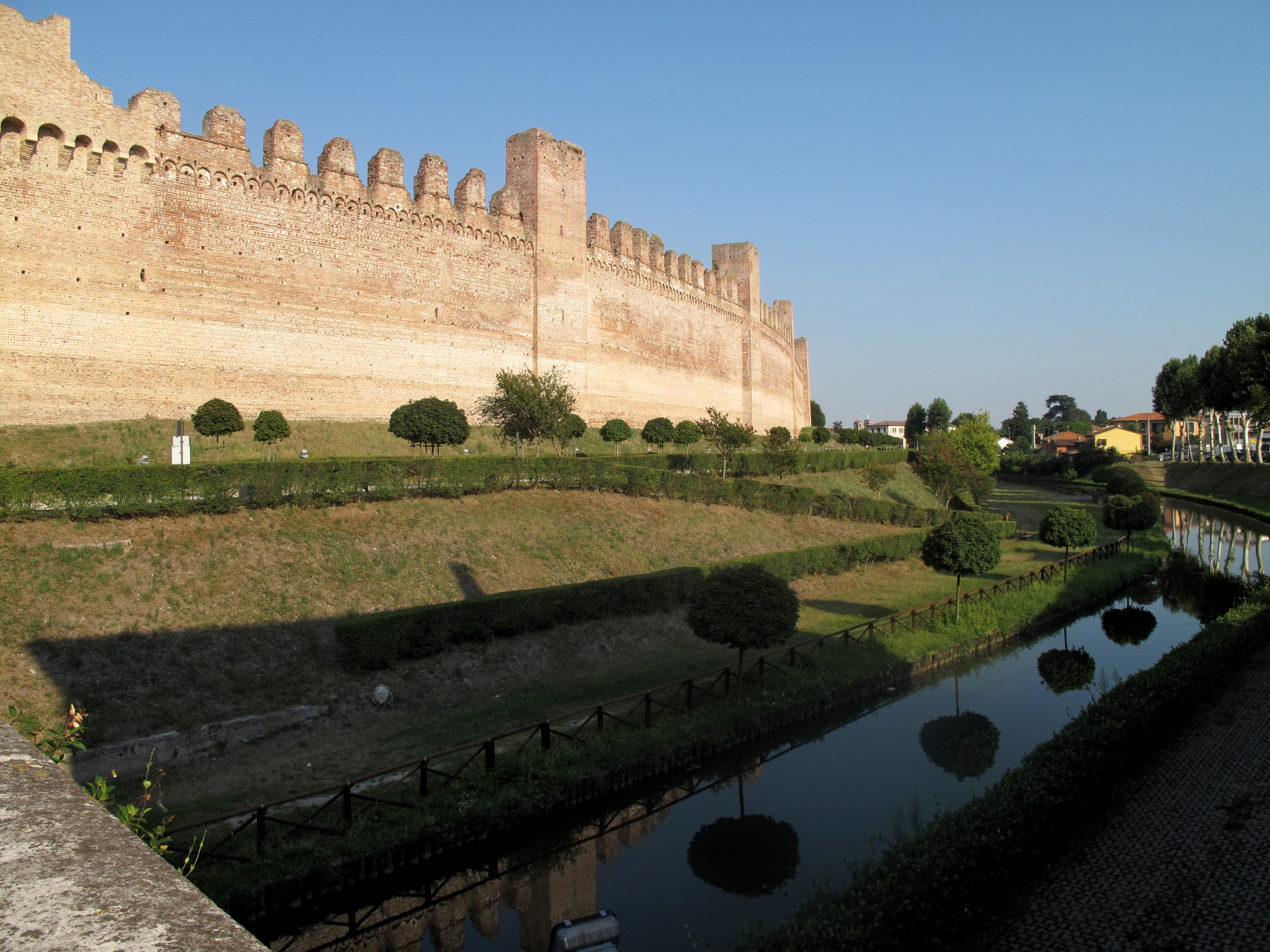
市壁（城壁）と外堀
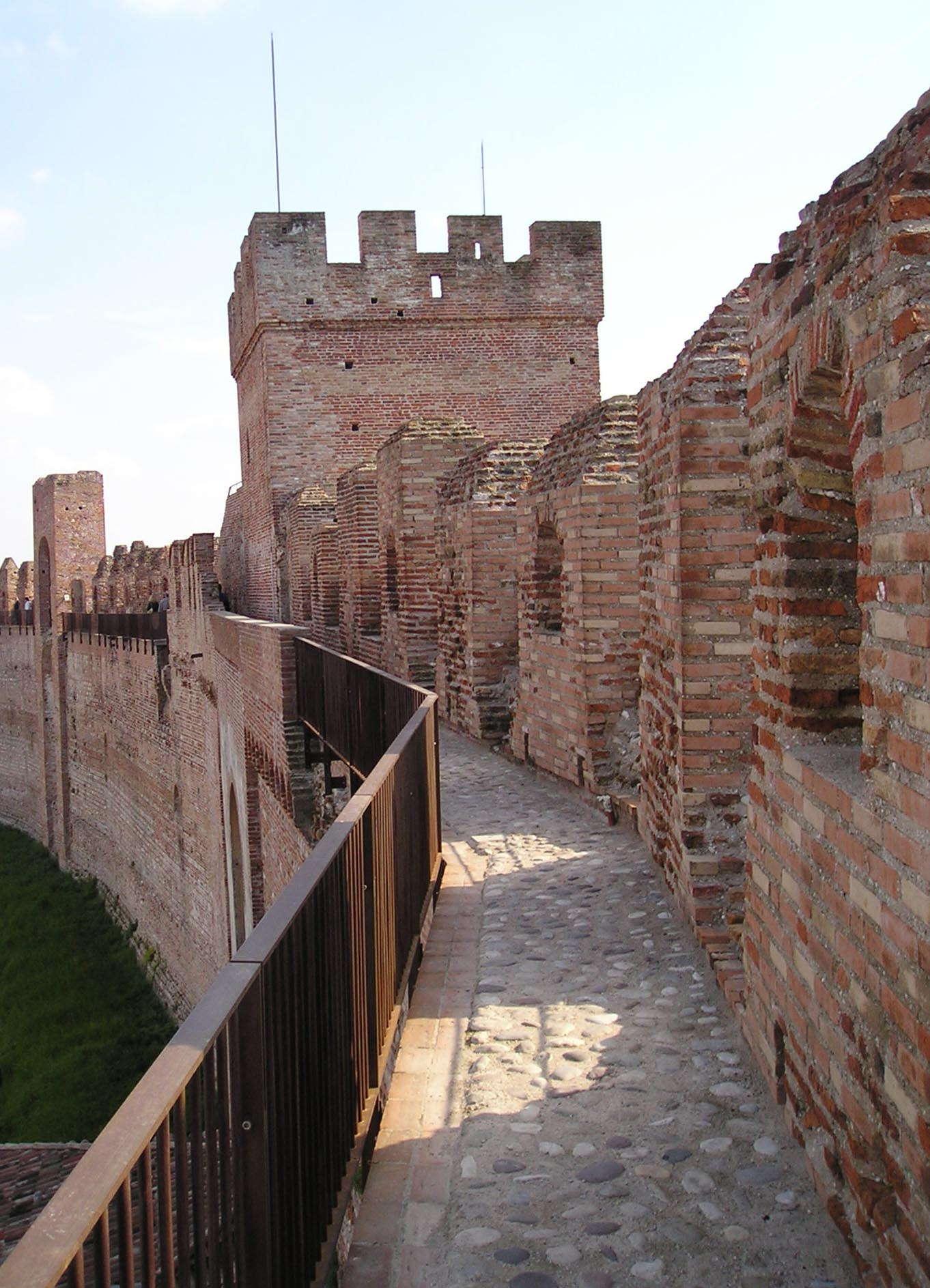
市壁の上部通路
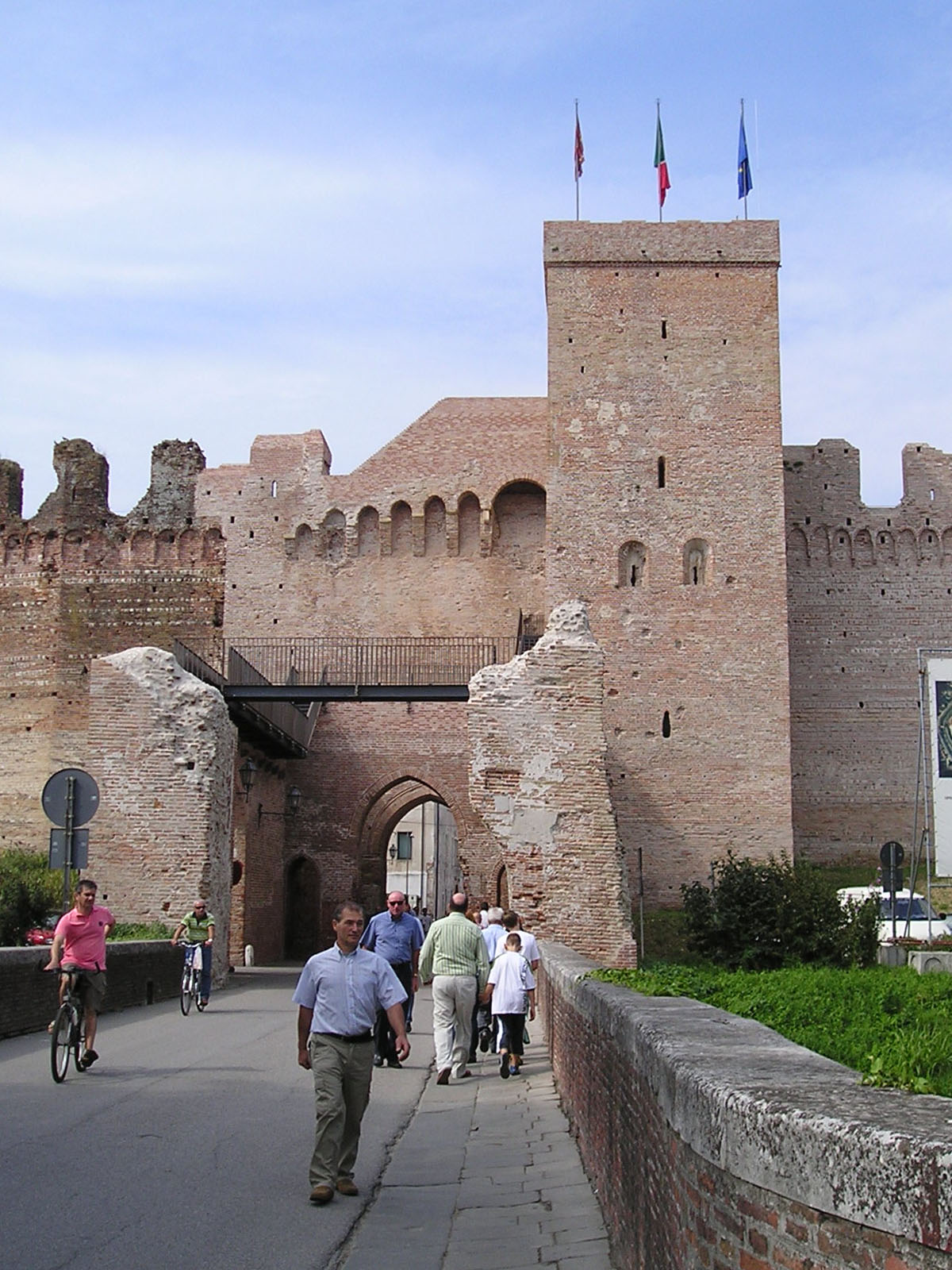
トレヴィーゾ門
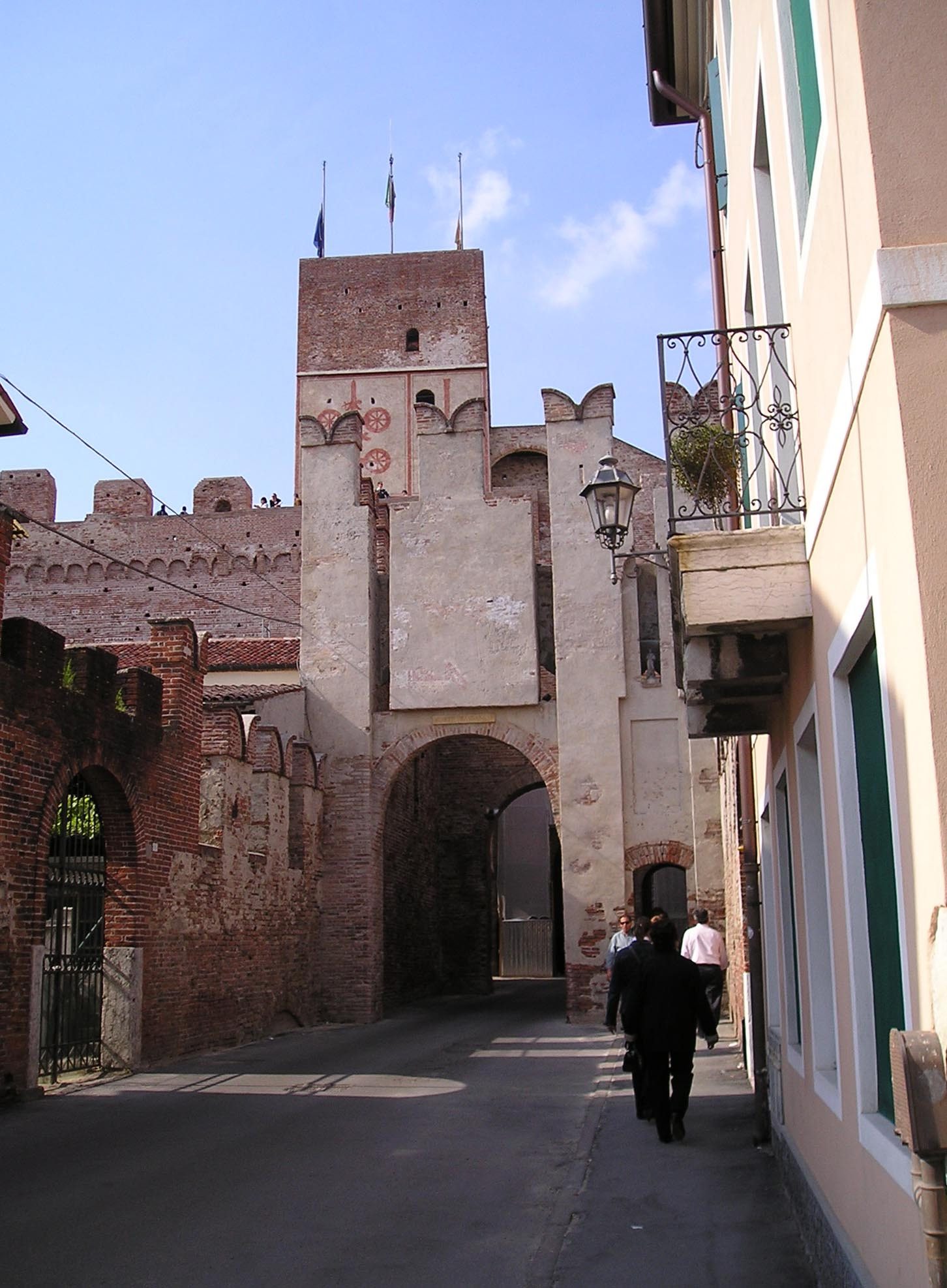
バッサーノ門
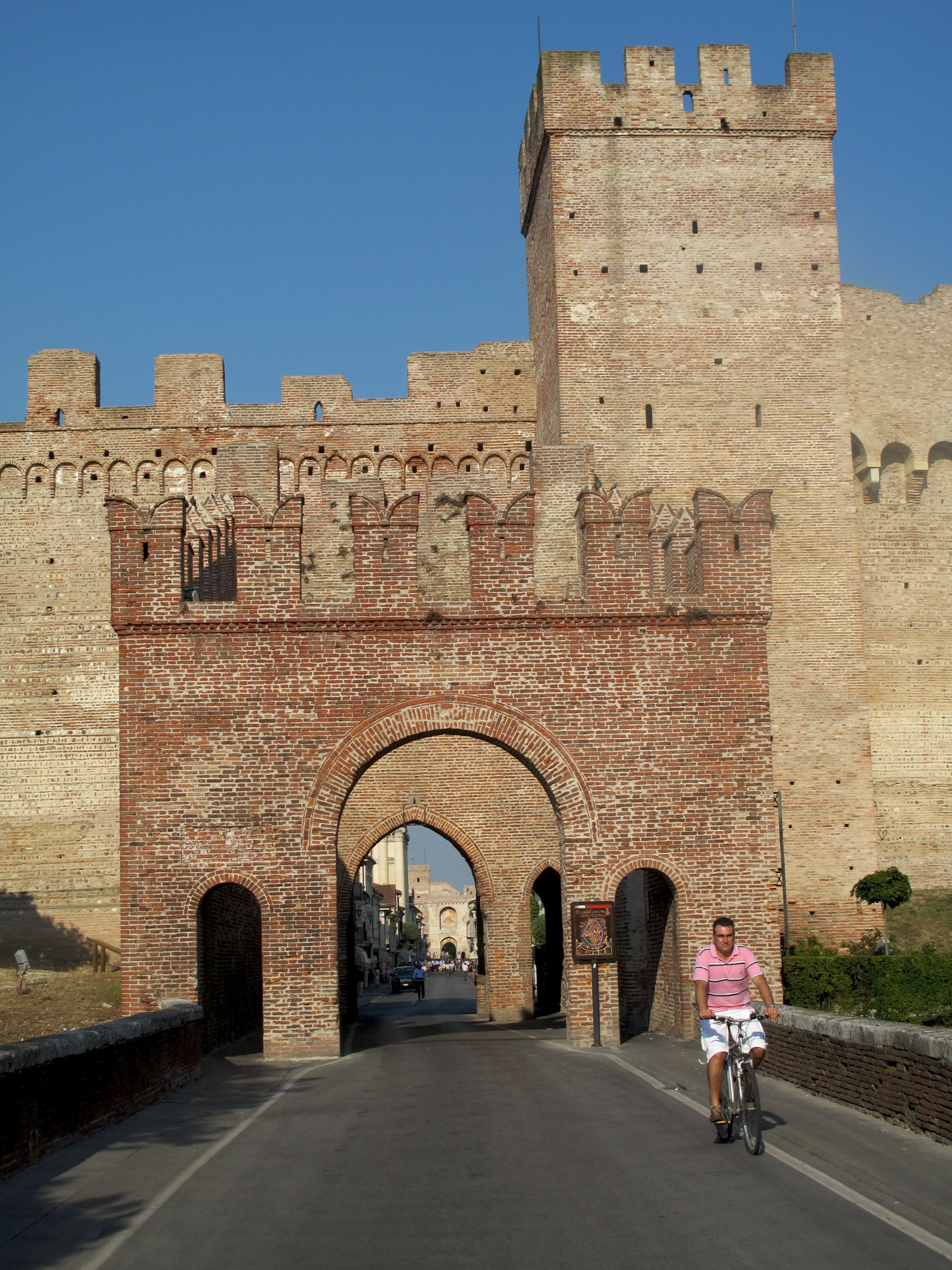
ヴィチェンツァ門
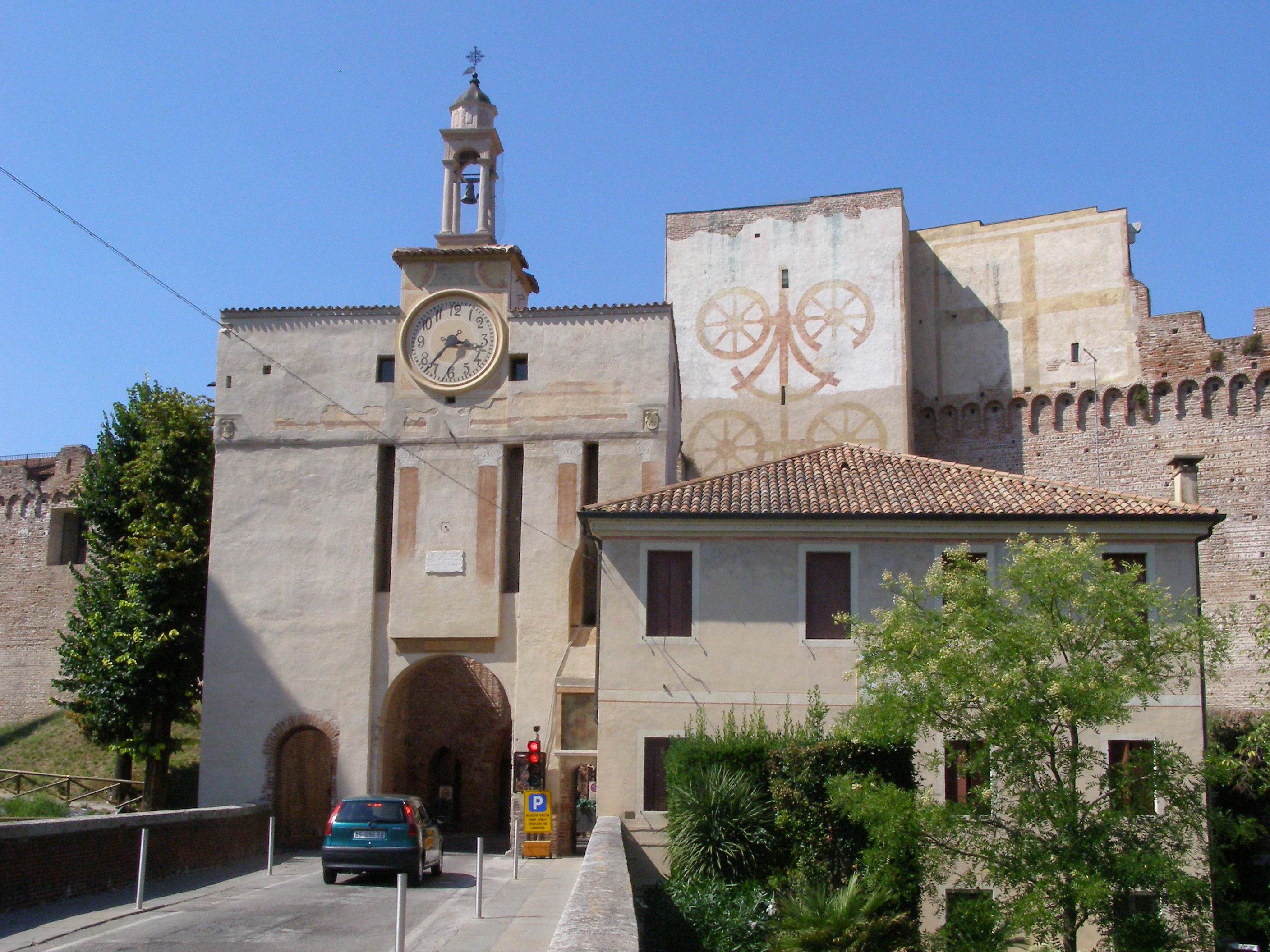
パドヴァ門

### マルタの塔

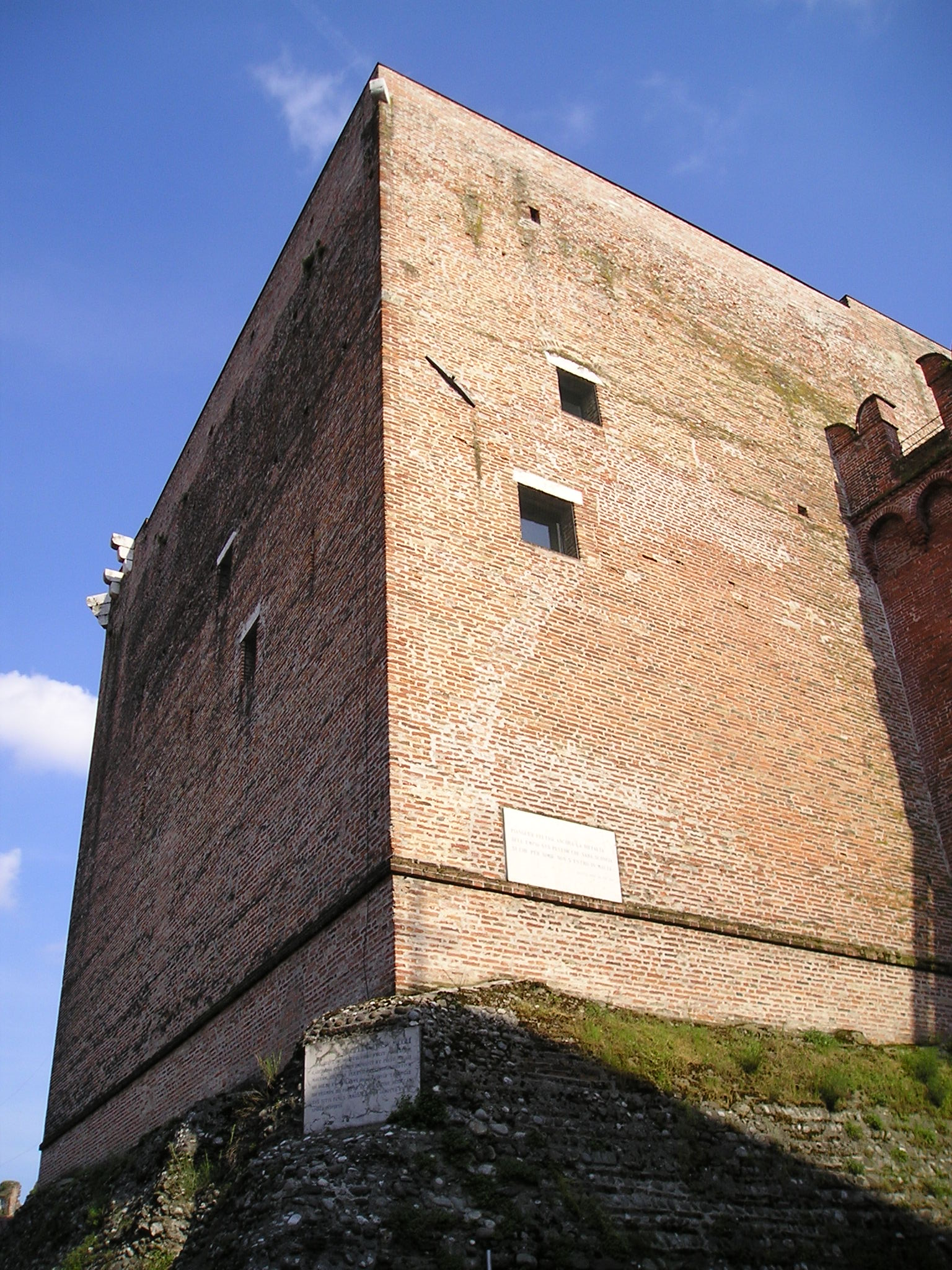
マルタの塔

パドヴァ門に隣接するマルタの塔（Torre di Malta）は、パドヴァの支配者の暴君エッツェリーノ・ダ・ロマーノ(英語版)が1251年に建てた牢獄塔で、捕虜の残虐な扱いで悪名が高かった。この逸話は詩人ダンテ・アリギエーリの神曲でも描かれている。
1992年より、マルタの塔は青銅器時代からルネサンス期までの歴史遺物を展示する市立博物館として公開されている。

### その他
- カピターノの家 (Casa del Capitano)
- パラッツォ・デッラ・ロッジア (Palazzo della Loggia)
- パラッツォ・プレトーリオ (Palazzo Pretorio)
- テアトロ・ソチャーレ (Teatro Sociale)
- ドゥオーモ (Duomo)
- トッレジーノ教会 (Chiesa del Torresino)
- サン・フランチェスコ教会 (Convento di San Francesco)
- ピエーヴェ・ディ・サン・ドナート （Pieve di San Donato、分離集落サン・ドナートにある）
- サンタ・ルチーア・ディ・ブレンタ教会Chiesa di Santa Lucia di Brenta (分離集落サンタ・クローチェ・ビゴリーナにある)
- ヴィッラ・リーナ (Villa Rina)
- ヴィッラ・カ・ナーヴェ (Villa Ca' Nave)
- オーストリア＝ハンガリー軍人の墓 (Cimitero militare Austro-Ungarico)

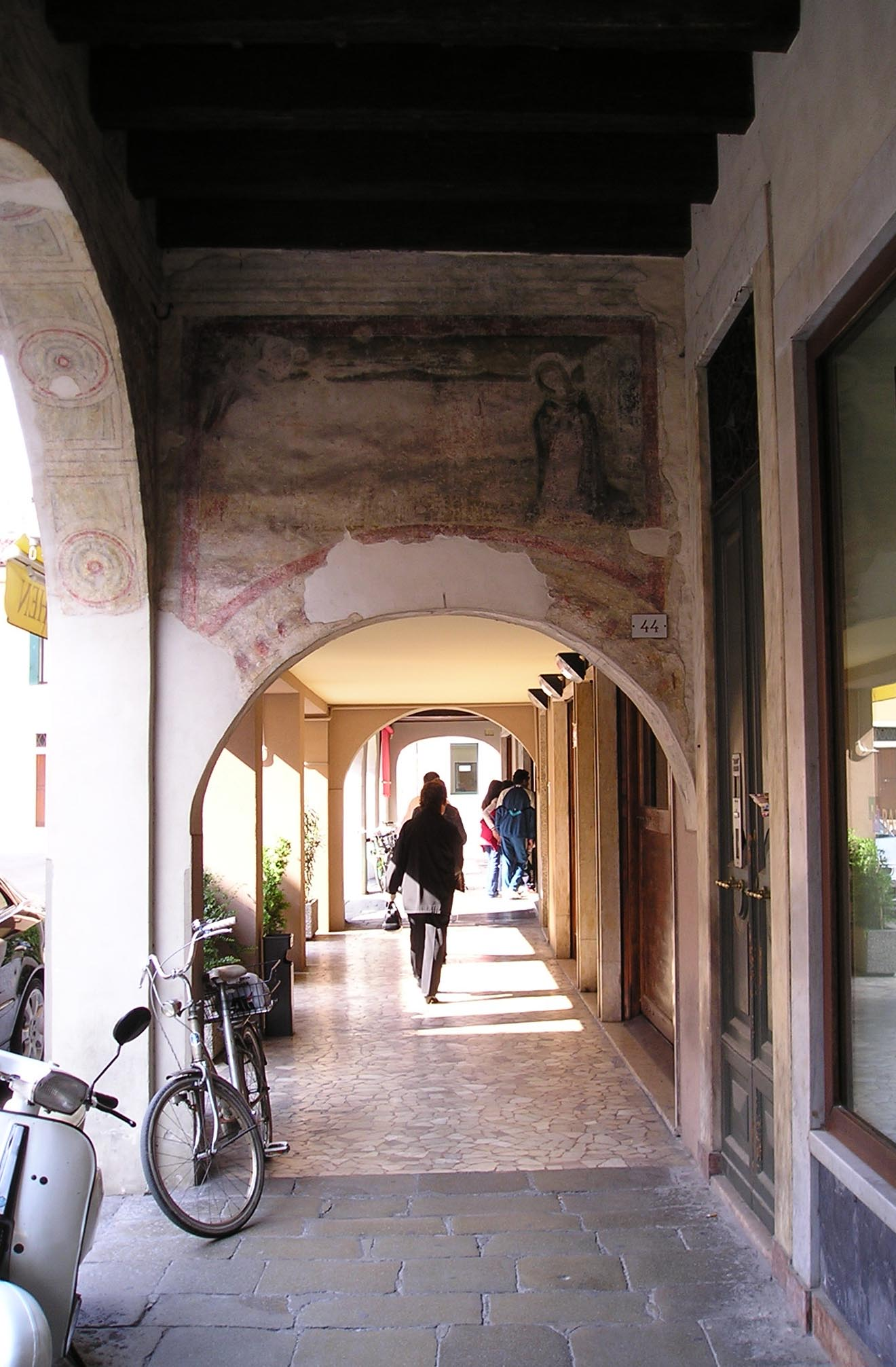
ローマ通りの柱廊にあるフレスコ画
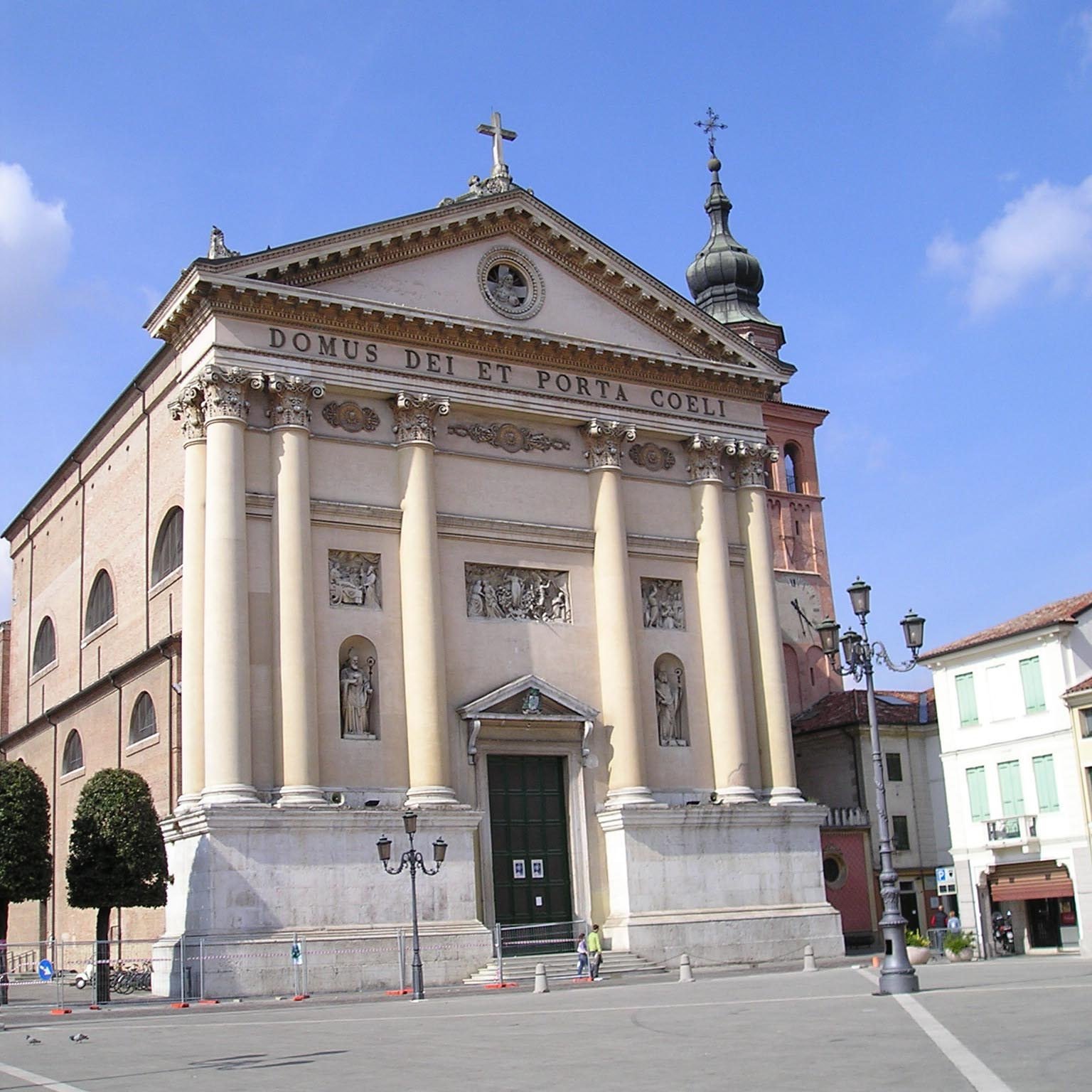
チッタデッラ大聖堂
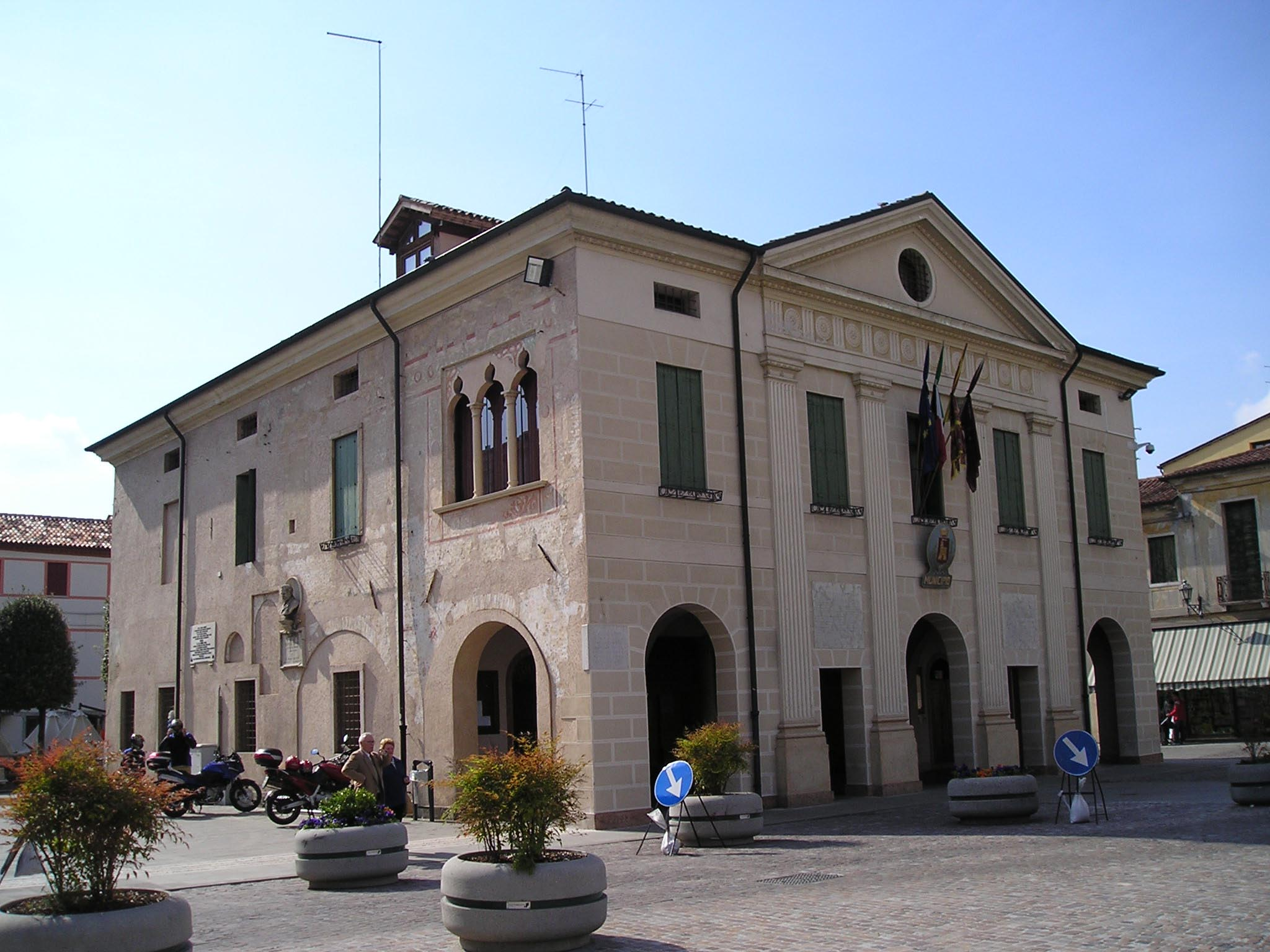
市庁舎
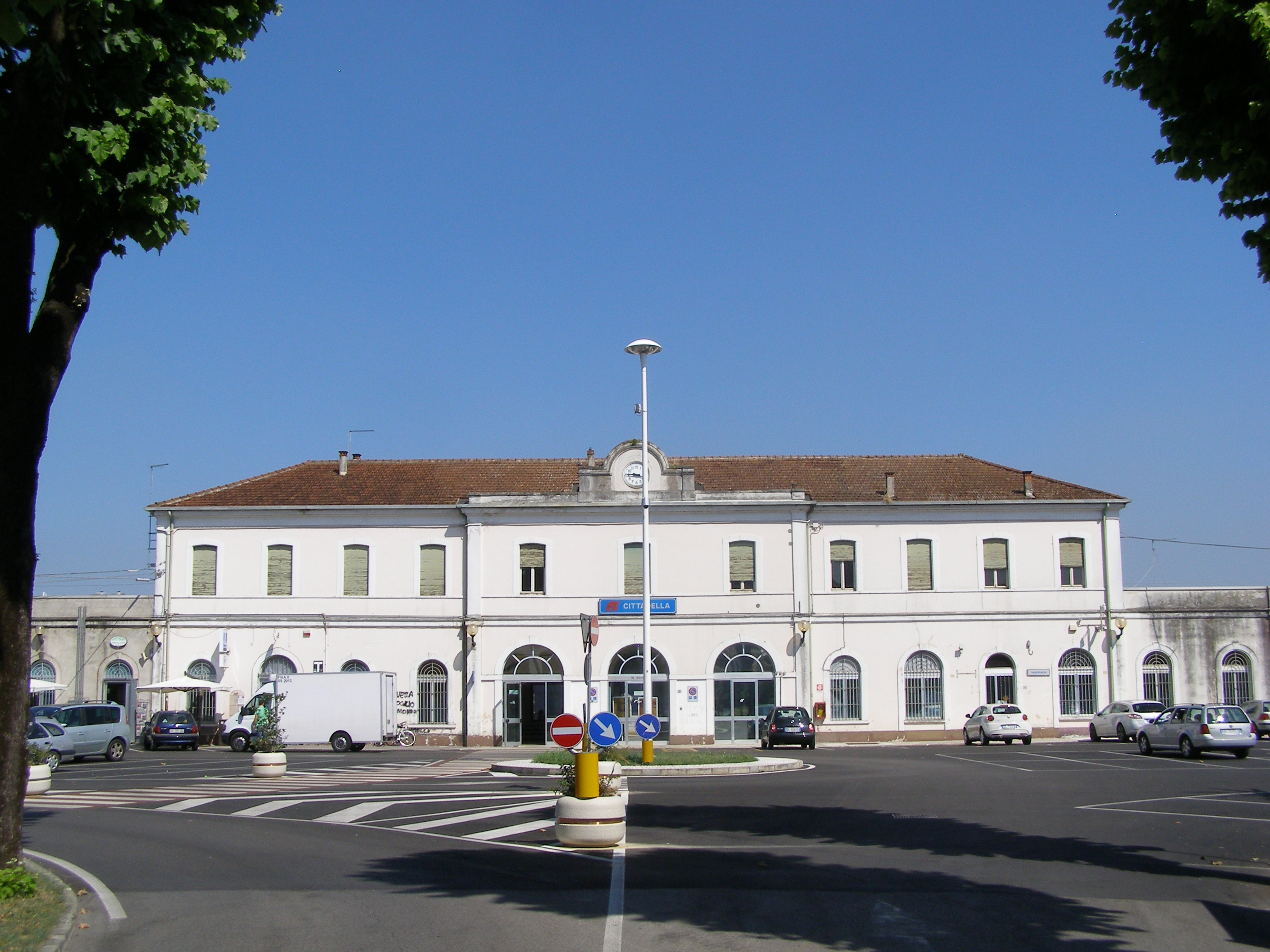
チッタデッラ駅

## スポーツ
- ASチッタデッラ - チッタデッラを本拠地とするサッカークラブ。

## 姉妹都市
チッタデッラは2005年より、以下2都市と三都市間姉妹都市提携を結んでいる。
- ノバプラタ（ブラジル・リオグランデ・ド・スル州）
- ノーブルズビル（アメリカ合衆国インディアナ州）

## アクセス
鉄道：チッタデッラ駅
- トレヴィーゾとヴィチェンツァ間のローカル列車が停車。所要時間はトレヴィーゾまで約1時間、ヴィチェンツァまで約20分
- パドヴァとバッサーノ・デル・グラッパ間のローカル列車が停車。所要時間はバッサーノ・デル・グラッパまで約20分、パドヴァまで約1時間

バス
- パドヴァとバッサーノ・デル・グラッパ間のイタリア鉄道バス（FS Busitalia）がチッタデッラ駅前に停車する